# Kids' Choice Awards 2005
La 17ª edizione dei Nickelodeon Kids' Choice Awards si è svolta il 2º aprile 2005 presso il Pauley Pavilion di Los Angeles e trasmesso in diretta dalla rete statunitense di Nickelodeon. La conduzione è stata affidata all'attore Ben Stiller, reduce dal film Mi presenti i tuoi?.
Shrek 2 è stato il film più candidato con 4 nomination; Usher è stato l'artista più vincente con 2 premi vinti.
Nel corso della premiazione si sono alternate le esibizioni musicali di Will Smith col singolo "Switch" e del gruppo musicale Simple Plan con "Shut Up!".
Oltre agli artisti candidati, hanno partecipato per la presentazione dei premi le celebrità: Cameron Diaz, Jimmy Fallon, Jessica Alba, Jesse McCartney, Jamie Lynn Spears, George Lopez, Alyssa Milano, Hayden Christensen, C-3PO, Dart Fener, R2-D2, Drake Bell, Josh Peck, Ice Cube, Halle Berry, Adam Brody, Amber Tamblyn, Amanda Bynes, Devon Werkheiser, Chris Rock e Jada Pinkett Smith.

## Candidature
I vincitori sono indicati in grassetto.

### Televisione

#### Serie TV preferita
- American Idol
- Drake & Josh
- Fear Factor
- Lizzie McGuire

#### Attore televisivo preferito
- Romeo Miller – Romeo!
- Frankie Muniz – Malcolm
- Ashton Kutcher – That '70s Show
- Bernie Mac – The Bernie Mac Show

#### Attrice televisiva preferita
- Raven-Symoné – Raven
- Alyssa Milano – Streghe
- Eve Jeffers – Eve
- Hilary Duff – Lizzie McGuire

#### Serie animata preferita
- SpongeBob
- I Simpson
- Ed, Edd & Eddy
- Due fantagenitori

### Cinema

#### Film preferito
- Gli Incredibili - Una "normale" famiglia di supereroi (The Incredibles), regia di Brad Bird
- Harry Potter e il prigioniero di Azkaban (Harry Potter and the Prisoner of Azkaban), regia di Alfonso Cuarón
- Spider-Man 2, regia di Sam Raimi
- Shrek 2, regia di Andrew Adamson, Kelly Asbury e Conrad Vernon.

#### Attore cinematografico preferito
- Adam Sandler – 50 volte il primo bacio
- Jim Carrey – Lemony Snicket - Una serie di sfortunati eventi
- Tobey Maguire – Spider-Man 2
- Tim Allen – Fuga dal Natale

#### Attrice cinematografica preferita
- Hilary Duff – A Cinderella Story
- Drew Barrymore – 50 volte il primo bacio
- Halle Berry – Catwoman
- Lindsay Lohan – Mean Girls

#### Voce in un film d'animazione preferita
- Will Smith – Madagascar
- Cameron Diaz – Shrek 2
- Mike Myers – Shrek 2
- Eddie Murphy – Shrek 2

### Musica

#### Gruppo musicale preferito
- Green Day
- The Black Eyed Peas
- Destiny's Child
- Outkast

#### Cantante maschile preferito
- Usher
- Chingy
- LL Cool J
- Nelly

#### Cantante femminile preferita
- Avril Lavigne
- Beyoncé
- Hilary Duff
- Alicia Keys

#### Canzone preferita
- Burn – Usher
- Lose My Breath – Destiny's Child
- My Boo – Usher ft. Alicia Keys
- Toxic – Britney Spears

### Miscellanea

#### Videogioco preferito
- Shrek 2
- Spider-Man 2
- Scooby-Doo 2 - Mostri scatenati
- Shark Tale

#### Libro preferito
- Una serie di sfortunati eventi
- Harry Potter
- Nelle pieghe del tempo
- Buchi nel deserto

#### Atleta preferito
- Tony Hawk
- Mia Hamm
- Shaquille O'Neal
- Alexander Rodriguez

### Wannabe Award
- Queen Latifah